# Ranunculus angustisepalus
Ranunculus angustisepalus är en ranunkelväxtart som beskrevs av Wen Tsai Wang. Ranunculus angustisepalus ingår i släktet ranunkler, och familjen ranunkelväxter. Inga underarter finns listade i Catalogue of Life.